# Страттанвілл (Пенсільванія)
Страттанвілл (англ. Strattanville) — місто (англ. borough) в США, в окрузі Клеріон штату Пенсільванія. Населення — 537 осіб (2020).

## Географія
Страттанвілл розташований за координатами 41°12′9″ пн. ш. 79°19′37″ зх. д. / 41.20250° пн. ш. 79.32694° зх. д. (41.202502, -79.326809).  За даними Бюро перепису населення США в 2010 році місто мало площу 1,31 км², уся площа — суходіл.

## Демографія
Згідно з переписом 2010 року, у селищі мешкало 550 осіб у 256 домогосподарствах у складі 148 родин. Густота населення становила 420 осіб/км².  Було 284 помешкання (217/км²).
Расовий склад населення:
| - 95,5 % — білих - 1,1 % — чорних або афроамериканців - 0,7 % — корінних американців - 0,4 % — азіатів - 1,3 % — осіб інших рас |

До двох чи більше рас належало 1,1 %. Частка іспаномовних становила 2,2 % від усіх жителів.
За віковим діапазоном населення розподілялося таким чином: 21,6 % — особи молодші 18 років, 64,9 % — особи у віці 18—64 років, 13,5 % — особи у віці 65 років та старші. Медіана віку мешканця становила 38,9 року. На 100 осіб жіночої статі у селищі припадало 86,4 чоловіків;  на 100 жінок у віці від 18 років та старших — 86,6 чоловіків також старших 18 років.
Середній дохід на одне домашнє господарство  становив 46 849 доларів США (медіана — 41 042), а середній дохід на одну сім'ю — 62 669 доларів (медіана — 60 813). Медіана доходів становила 30 662 долари для чоловіків та 30 750 доларів для жінок. За межею бідності перебувало 21,9 % осіб, у тому числі 32,7 % дітей у віці до 18 років та 18,5 % осіб у віці 65 років та старших.
Цивільне працевлаштоване населення становило 399 осіб. Основні галузі зайнятості: освіта, охорона здоров'я та соціальна допомога — 26,1 %, виробництво — 16,3 %, мистецтво, розваги та відпочинок — 15,0 %.